# Вратца
Вратца (болг. Вратца) — село в Болгарии. Находится в Кюстендилской области, входит в общину Кюстендил. Население составляет 232 человека.

## Политическая ситуация
В местном кметстве Вратца, в состав которого входит Вратца, должность кмета (старосты) исполняет Валентин  Боянов Точев (коалиция в составе 6 партий: Демократы за сильную Болгарию (ДСБ),  Движение «Георгиев день», Земледельческий народный союз (ЗНС), Демократическая партия (ДП), Союз свободной демократии (ССД), Союз демократических сил (СДС)) по результатам выборов.
Кмет (мэр) общины Кюстендил — Петыр Георгиев Паунов (коалиция в составе 3 партий: Демократы за сильную Болгарию (ДСБ), Союз демократических сил (СДС), партия АТАКА) по результатам выборов.